# Aetna
Aetna, Inc. är ett amerikanskt globalt försäkringsbolag som specialiserar sig främst inom aktiv hälsostyrning. De erbjuder även sina privata- och kommersiella kunder mer traditionella försäkringar som bland annat sjuk-, skade-, gruppliv-, olycksfall-, egendom- och livförsäkringar.
I december 2017 meddelade CVS Health att man var överens med Aetna om en fusion till ett värde av 69 miljarder amerikanska dollar. Affären slutfördes i november 2018 men det blev rättsliga efterspel som avgjordes i domstol den 4 september 2019 till fördel för fusionen.